# Aelia Eufemia
Aelia Marcia Euphemia – jedyna córka cesarza rzymskiego Marcjana, żona cesarza Antemiusza.
Marcja Eufemia była jedyną znaną córką cesarza Marcjana. Tożsamość jej matki pozostaje nieznana, ale jej macochą była Aelia Pulcheria, starsza siostra cesarza Teodozjusza II. Małżeństwo Marcjana i Pulcherii było czysto polityczne i Marcja Eufemia nie doczekała się przyrodniego rodzeństwa. Około 453 Marcja Eufemia poślubiła Antemiusza, syna Prokopiusza i dowódcę rzymskiego. Doczekała się z mężem pięciorga dzieci:
- córki Alipii, żony Rycymera,
- Anthemiolusa (ur. po 453 – zm. 471),
- Marcjana (ur. przed 469 – zm. 484), męża Leoncji (córki Leona I),
- Prokopiusza Antemiusza,
- Romulusa.

W styczniu 457 zmarł ojciec Marcji Eufemii. Marcjan został cesarzem dzięki małżeństwu z Pulcherią, a Eufemia, która była jego córką z pierwszego małżeństwa nie mogła być brana pod uwagę jako jego następczyni. Razem ze śmiercią Marcjana wygasła dynastia teodozjańska, a Eufemia przestała należeć do rodziny cesarskiej. 7 lutego 457 na cesarza koronowano Leona I (po raz pierwszy koronacji dokonał patriarcha Konstantynopola, Anatolij). Antemiusz w dalszym ciągu pozostał magister militum armii rzymskiej. W 465 zmarł cesarz rzymski – Libiusz Sewer i od tego czasu tron Rzymu pozostał wolny. Leon I wybrał Antemiusza, aby objął władzę w zachodniej części cesarstwa. Antemiusz pojechał do Rzymu z armią pod dowództwem Marcellinusa, magister militum Dalmacji. Został koronowany na cesarza 12 kwietnia 467.
W latach 471–472 Rzym był oblegany przez Rycymera, zięcia Marcji Eufemii i Antemiusza. Miasto ostatecznie upadło, a Antemiusz, który był wśród obrońców został rozpoznany i zabity przez Gundobada. Nie wiadomo, czy Marcja Eufemia przeżyła męża, czy również zginęła – jej losy pozostają nieznane. W latach 478–479 Marcjan i Leoncja poprowadzili rewoltę przeciwko Zenonowi, ale ponieśli klęskę i zostali wygnani na Izaurię.